# Glu Mobile
Glu Mobile је водећи светски издавач игара за мобилне телефоне.